# Every Third Thought
Every Third Thought je druhé studiové album amerického herce a zpěváka Davida Duchovnyho. Vydáno bylo 9. února 2018. Předtím, než vyšlo na kompaktním disku a dlouhohrající gramofonové desce, bylo vydáno digitálně. Nahráno bylo v prosinci 2016 v brooklynském studiu Atomic Sound.

## Seznam skladeb
1. Half Life
2. Every Third Thought
3. Maybe I Can't
4. Stranger in the Sacred Heart
5. Mo'
6. Someone Else's Girl
7. When the Whistle Blows
8. Spiral
9. Roman Coin
10. Jericho
11. Last First Time
12. Marble Sun